# Mannsflur
Mannsflur ist ein Gemeindeteil des Marktes Marktleugast im Landkreis Kulmbach (Oberfranken, Bayern). Mannsflur liegt in der Gemarkung Marktleugast.

## Geografie
Die Siedlung liegt auf einem Hochplateau am südlichen Rand des Frankenwaldes. Durch den Ort fließt der Kleine Koserbach. Im Westen und im Süden grenzen Waldgebiete an. Im Süden verläuft auch die Bundesstraße 289 nach Marktleugast (1,8 km nordöstlich) bzw. nach Kupferberg (3,6 km südwestlich). Eine Gemeindeverbindungsstraße führt nach Hohenreuth (0,6 km nördlich).

## Geschichte
Mannsflur wurde ab 1949 als Siedlung für die Heimatvertriebenen auf dem Mahnholz errichtet, einem 20 ha großem Flurgebiet, das die Freiherren von und zu Guttenberg 1947 zur Verfügung stellten. Auf einer topographischen Karte von 1939 war lediglich ein Gebäude verzeichnet, das in älteren topographischen Karten als Ziegelei bezeichnet wurde.

## Einwohnerentwicklung
| Jahr      | 001950 | 001961 | 001970 | 001987 |
| Einwohner | 96     | 477    | 484    | 508    |
| Häuser    | 15     | 80     |        | 156    |
| Quelle    | [ 10 ] | [ 11 ] | [ 12 ] | [ 13 ] |

In den 2010er Jahren gab es ca. 420 Einwohner, die in ca. 240 Haushalten lebten.

## Religion
Mannsflur ist gemischt konfessionell. Die Katholiken sind nach Mariä Heimsuchung in Marienweiher gepfarrt, die Protestanten gehören zur Pfarrei St. Maria (Stammbach).